# Bessoncourt
Bessoncourt – miejscowość i gmina we Francji, w regionie Burgundia-Franche-Comté, w departamencie Territoire de Belfort. W 2017 roku liczba ludności wynosiła 1276 mieszkańców.